# Ceaușescův projev ze dne 21. srpna 1968

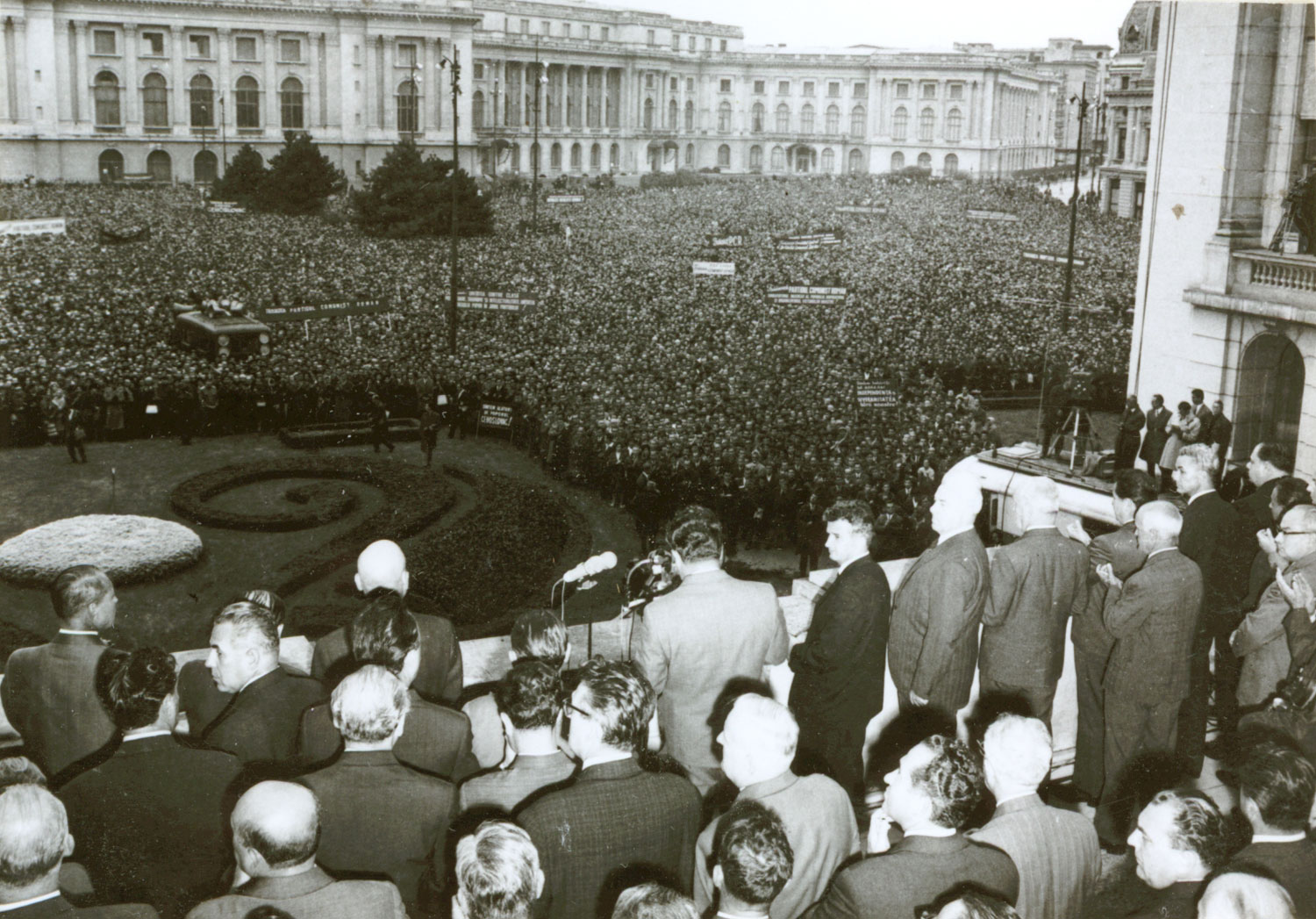
Palácové náměstí, Bukurešť dne 21. srpna 1968

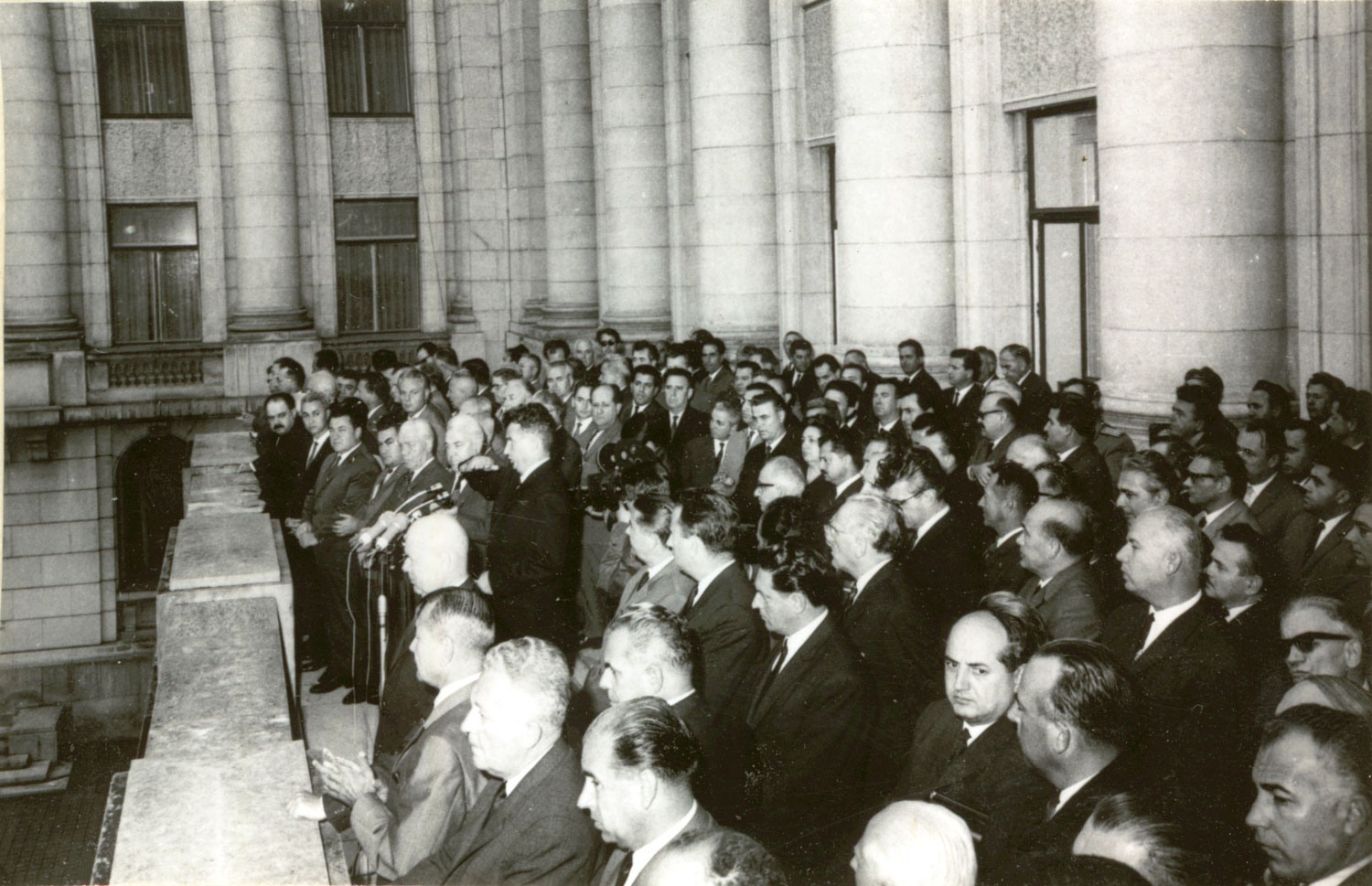
Nicolae Ceaușescu během svého projevu gestikuloval.

Ceaușescův projev ze dne 21. srpna 1968 bylo veřejné vyjádření Nicolae Ceaușesca, generálního tajemníka Komunistické strany Rumunska a předsedy Státní rady Rumunska, v němž důrazně odsoudil invazi vojsk Varšavské smlouvy do Československa. V noci z 20. na 21. srpna 1968 překročily čtyři státy Varšavské smlouvy (Sovětský svaz, Bulharsko, Maďarsko a Polsko) hranice Československa ve snaze potlačit reformní ideologii Alexandra Dubčeka, prvního tajemníka Komunistické strany Československa.
Dne 21. srpna v jednom ze svých nejslavnějších projevů Ceaușescu s odvahou veřejně před 100 tisíci účastníky na Palácovém náměstí v Bukurešti odsoudil invazi a prohlásil, že se jedná o „vážnou chybu, která představuje vážné nebezpečí pro mír v Evropě a pro vyhlídky světového socialismu“. Jeho projev byl na domácí i zahraničí scéně vnímán jako odvážné gesto neposlušnosti vůči Sovětskému svazu a stal se součástí snah rumunské vlády od roku 1956 prosadit svou nezávislost vůči Moskvě.
Ceaușescuova reakce upevnila nezávislý hlas Rumunska v následujících dvou desetiletích, zejména proto, že vyzval obyvatelstvo, aby se chopilo zbraní a čelilo jakémukoli podobnému manévru v zemi. Zpočátku se mu dostalo nadšené odezvy, mnoho lidí bylo ochotno přihlásit se do nově zformované polovojenské Vlastenecké gardy.[zdroj?]

## Hrozba sovětské invaze
Protože Moskva nebyla tímto projevem nadšena a Brežněv se obával, že by mohlo dojít k podobné situaci jako v Československu, byla sovětská reakce nejasná. Protože však Ceaușescův projev ukázal Západu, že Rumunsko je jediným socialistickým státem ve východní Evropě, který není přímo součástí sovětského bloku, vyhlásily Spojené státy spolu s Čínou Rumunsku podporu, a zabránily tak sovětskému bloku zahájit invazi. I poté však Brežněv opakovaně kritizoval Ceaușescuovy kroky.